# Режіс Бартелемі Мутон-Дюверне
Режіс Бартелемі Мутон-Дюверне (*Régis Barthélemy Mouton-Duvernet, 3 травня 1770 —†27 липня 1816) — французький генерал часів Першої імперії.

## Життєпис
Народився 1770 року у м.Ле-Пюї-ан-Веле. Замолоду обрав собі військову кар'єру. У 1785 році поступив до королівського війська. Служив у колоніях, переважно островах Карибського басейну. По поверненню до Франції підтримав революцію, незабаром вступив до революційної армії. 
Був при облозі Тулона у 1793 році. Особливо відзначився в Італійській кампанії 1796–1797 років, зокрема у боях під Арколе. У 1806 році отримує звання полковника. Водночас був спрямований до Іспанії, де воював проти іспанців й англійців. Відзначився у боротьбі з партизанськими загонами, за свої звитяги швидко пройшов шлях до бригадного генерала, яке отримав у 1811 році. Водночас у 1808 році отримує титул барона імперії. 
У військовій кампанії 1812 року проти Російської імперії брав участь у всіх битвах. Після запеклого бою за Малоярославець під час військової ради першим виступив за те, щоб відступати по колишній Смоленській дорозі. Цього ж року стає командором Ордену Почесного легіону.
У 1813 році отримує звання дивізійного генерала, хоробро воює під Люценом, Бауценом. Потрапив у полон після капітуляції Дрездена. Повернувся до Франції у 1814 році. Знову вступив до війська
Під час першої реставрації Бурбонів був військовим губернатором Валансу. Мутон підтримав Наполеона I Бонапарта під час Ста днів. Навіть після поразки французів у битві під Ватерлоо виступав проти повернення династії Бурбонів на французький трон. 2 липня 1815 року отримав призначення військового губернатора Ліона. Після другого повернення Бурбонів 24 липня 1815 року військовим судом був засуджений до страти. Мутон ховався майже рік, але згодом здався й 27 липня 1816 року його було розстріляно.

## Пам'ять
На честь Режіса Бартелемі Мутон-Дюверне було названо одну із станцій Паризького метро.